# Плітідепсин
Плітідепсин (англ. Plitidepsin) — природний препарат, який є продуктом життєдіяльності асцидій виду Aplidium Albicans. Плітідепсин є експериментальним препаратом, та він проходить клінічні дослідження щодо можливості застосування його у лікуванні низки злоякісних пухлин, а також коронавірусної хвороби 2019. За хімічною будовою плітідепсин належить до класу речовин, знаного як дидемніни.

## Хімічна структура
Плітідепсин за своєю хімічною будовою є циклічним депсипептидом, тобто циклічним пептидом, в якому є один або кілька складних етерних зв'язків замість одного або кількох пептидних зв'язків. Його хімічна структура дуже близька до структури дидемніну B, єдина відмінність полягає в тому, що лактатний залишок в дидемніні B присутній у окисленому піруватному варіанті.

## Фармакологічні властивості
Як і інші похідні дидемніну, плітидепсин проявляє протипухлинну, противірусну та імуносупресивну активність. У клінічних дослідженнях застосування плітідепсину спричинює зменшення пухлин при раку підшлункової залози, шлунка, сечового міхура та простати.

## Статус препарату

### Європейський Союз
У липні 2003 року Європейське агентство з лікарських засобів надало плітидепсину статус орфанного препарату для лікування гострого лімфобластного лейкозу. 14 грудня 2017 року комітет Європейського агентства з лікарських засобів для людського використання прийняв негативний висновок, рекомендуючи відмовити в реєстрації плітідепсину для лікування множинної мієломи. Виробник препарату компанія «PharmaMar» вимагала повторного перегляду цього висновку. Після повторного вивчення заявки 22 березня 2018 року було підтверджено відмову у видачі дозволу щодо застосування препарату при множинній мієломі. Комітет Європейського агентства з лікарських засобів прийшов до висновку, що користь плітідепсину не перевищує його ризиків. Поліпшення загальної виживаності не було продемонстровано в достатній мірі, і важкі побічні ефекти частіше повідомлялися при застосуванні комбінації плітідепсину та дексаметазону, ніж при застосуванні лише дексаметазону.

### Австралія
В Австралії у грудні 2018 року плітидепсин був схвалений в комбінації з дексаметазоном для лікування пацієнтів з рецидивуючою та рефрактерною множинною мієломою, які отримували щонайменше три схеми лікування, включно з інгібітором протеасоми, так і імуномодулятором. Плітідепсин може застосовуватися також після двох попередніх курсів лікування, якщо спостерігалась непереносимість або неефективність або інгібітора протеасоми, або імуномодулятора.

## Клінічні випробування
У 2007 році плітідепсин проходив багатоцентрові клінічні випробування фази II. У 2016 році оголошені ранні результати малого дослідження клінічних випробувань I фази щодо ефективності препарату при розсіяній мієломі. Згідно даних клінічних досліджень, проведених в Іспанії, плітідепсин має потенційну противірусну активність проти коронавірусів, у тому числі є потенційно ефективним проти збудника коронавірусної хвороби 2019 SARS-CoV-2.